# Вартові галактики (мультсеріал)
«Вартові галактики» (англ. Guardians of the Galaxy) — американський анімаційний телесеріал, заснований на однойменній команді коміксів Marvel та спродюсований Marvel Television і Marvel Animation. Прем'єра телесеріалу відбудеться 26 вересня 2015 року на каналі Disney XD як частина блоку всесвіту Marvel.
Хоча телесеріал і продовжуватиме сюжет першого фільму, режисер Джеймс Ґанн заявив, що проєкт не є частиною кінематографічного всесвіту Marvel і не зв'язаний з художнім фільмом та його сиквелом.

## Сюжет
Серіал почнеться там, де закінчився фільм, а Танос стане головним злодієм. Хоча International Business Times of Australia повідомила про те, що сюжет буде таким же як у фільмі і розкаже як збиралася команда і билася з  Ронаном Обвинувачем.

## Голосовий акторський склад

### Головні
- Вілл Фрідел — Пітер Квілл / Зоряний Лицар[6]
- Тревор Дівелл — Реактивний Єнот[6]
- Ванесса Маршалл — Гамора[6]
- Кевін Майкл Річардсон — Ґрут[6]
- Девід Соболов — Дракс Руйнівник[6]
- Джеймс Арнольд Тейлор — Йонду, Космо[6]

### Другорядні та епізодичні
- Джонатан Адамс — Ронан Обвинувач
- Чарлі Адлер — М.О.Д.О.К.
- Памела Едлон — мати Єнот, сестра Єнот
- Лора Бейлі — Свинцева білка, лісові тварини
- Трой Бейкер — Локі, Соколине Око
- Ерік Боза — Адам Ворлок, Принц Шокк
- Джеф Беннетт — Романн Дей, Зак-Дел
- Джессі Берч — Галк
- Роббі Деймонд — Пітер Паркер / Людина-павук
- Роджер Крейг Сміт — Капітан Америка
- Мік Вінгерт — Залізна людина
- Грант Джордж — Скотт Ленґ / Людина-мураха
- Джон Ді Маджіо — Лунатик
- Том Кенні — Колекціонер[en]
- Джейсон Спізак — Ґрандмастер[en]
- Дейв Фенной — Корат Переслідувач
- Ніка Футтерман — Анжела
- Френк Велкер — Одін
- Кевін Майкл Річардсон — Геймдалл
- Тревіс Віллінгем — Тор, Гоґун
- Равен-Симоне — Валькірія
- Сет Грін — Качур Говард
- Айзек С. Сінглтон-мол. — Танос
- Карі Валгрен — Гела, Проксіма Міднайт
- Грей ДеЛісл — Керол Денверс / Капітан Марвел
- Дженніфер Хейл — Мантіс
- Крі Саммер — Небула
- Логан Міллер — Нова[en]
- Дідріх Бадер — Максимус[en]
- Тревор Дівелл — Фандрал Стрімкий, Чорний Грім[en]
- Ванесса Маршалл — Кристал, Мередіт Квілл
- Катрін Табер — Медуза
- Нолан Норт — Горгон[en], Вищий Еволюціонер

## Виробництво
За чутками Marvel планувала створити новий анімаційний серіал. Поява Вартових у телесеріалах «Месники: Могутні герої Землі» і «Людина-павук. Щоденник супергероя» була тестом для створення власного проєкту. Вебсайт Comicbookmovie.com зазначив в січні 2014 року, що телесеріал «Вартові галактики» був обраний для розроблення.
26 липня 2014 року на фестивалі Comic-Con у Сан-Діего за тиждень до виходу фільму «Вартові галактики», Marvel Animation оголосила анімаційний телесеріал «Вартові галактики» показом трейлеру за участю Реактивного Єноту і Зоряного Лицаря. З касовим успіхом фільму, Marvel та Disney XD оголисили про те, що вони збираються на Comic-Con у Нью-Йорку, де покажуть деякі кадри з проєкту.

## Адаптації
Анімаційний серіал буде адаптований у серію коміксів під назвою Marvel Universe: Guardians of the Galaxy, в якій буде використовані ілюстрації із серіалу, а написанням займеться Джо Карамагна.